# 1060

## Починали
- 4 август – Анри I, крал на Франция
- 14 ноември – Годфроа II, граф на Анжу